# The Bling Ring
The Bling Ring är en film från 2013 med manus och regi av Sofia Coppola, som även producerat filmen. Filmen är baserad på verkliga händelser och har Emma Watson, Taissa Farmiga, Leslie Mann, Israel Broussard och Katie Chang i huvudrollerna. Filmen hade inofficiell premiär på Filmfestivalen i Cannes 2013 där den öppnade Un certain regard-sektionen.

## Handling
Filmen, som är baserad på verkliga händelser, handlar om en grupp tonåringar som är besatta av den glamorösa kändisvärlden och som begår en rad inbrott hos kända personer som Paris Hilton, Lindsay Lohan, Megan Fox, Rachel Bilson, Audrina Patridge och Orlando Bloom. Paris Hilton och Kirsten Dunst medverkar i rollerna som sig själva.

## Roller
- Katie Chang – Rebecca
- Israel Broussard – Marc
- Emma Watson – Nicki
- Taissa Farmiga – Sam
- Claire Julien – Chloe
- Carlos Miranda – Rob
- Leslie Mann – Laurie
- Erin Daniels – Shannon
- Halston Sage – Amanda
- Gavin Rossdale – Ricky
- Stacy Edwards – Debbie
- Nina Siemaszko – Vegaspolis
- Paris Hilton – sig själv
- Kirsten Dunst – sig själv
- Lindsay Lohan – sig själv (arkivmaterial)